# Misión de San Miguel (Santa Fe)
La Misión de San Miguel (en inglés: San Miguel Mission) también conocida como la capilla de San Miguel, es una iglesia católica de origen novohispano del siglo XVII en Santa Fe, Nuevo México.
Se trata del templo católico más antiguo de Estados Unidos.

## Historia
Construida entre aproximadamente 1610 y 1626. En 1640 fue abandonada tras el conflicto de la orden franciscana con el gobernador Luis de Rosas. La iglesia fue dañada durante la rebelión de los indios Pueblo de 1680, pero fue reconstruida en 1710 después de la reconquista española de 1692 de Diego de Vargas y sirvió durante un tiempo como una capilla para los soldados españoles.  
El retablo de madera se añadió en 1798. Incluye una estatua de madera de San Miguel que data de al menos 1709. A pesar de que la iglesia ha sido reparada y reconstruida numerosas veces a lo largo de los años, sus paredes originales de adobe están todavía en gran parte intactas a pesar de haber estado ocultas por adiciones posteriores. En 1955 se realizaron trabajos arqueológicos en el sitio. 
La iglesia está registrada como propiedad contribuidora en el Distrito Histórico del Barrio de Analco, que es un Monumento Histórico Nacional de Estados Unidos. 
Todavía se celebra la misa los domingos en el lugar.